# 北新泽西大学
北新泽西大学（英語：University of Northern New Jersey）是由美国国土安全部建立的一所虚假大学，用于调查学生签证欺诈案件。 该校将其虚构的主校区定在新泽西州克兰福德，并声称将在哈里森、霍博肯以及莫里斯敦拓展新校区。

## 背景
以北新泽西大学的名义进行的卧底行动启动于三谷大学案件之后。三谷大学位于北加州地区，其招收外国学生，为外国学生有偿办理签证所需材料，提供课程但不要求参与等行为涉嫌签证欺诈，2011年被洛杉矶当局勒令关闭。

## 行动过程
这次行动启动于2013年9月，由美国移民和海关执法局（United States Immigration and Customs Enforcement，ICE）下属的国土安全调查局（Homeland Security Investigations，HSI）执行。
调查组为该大学在互联网上捏造了诸多訊息，比如大学主页，带有拉丁语标识的大学校徽以及脸书主页等等。大学校长史蒂芬·布鲁内蒂亦是精心虚构出来的人物，领英网上甚至存在此人的页面。
该校被新泽西州政府承认，并具有职业院校认证委员会的认证。
2016年4月，美国新泽西联邦地区法院律师保罗·J·费舍曼与美国移民和海关执法局（ICE）局長莎拉·R·萨尔达尼亚共同宣布卧底行动结束，逮捕的21名嫌疑人均为中介人员，曾经与联邦卧底假扮的学校人员接触并为北新泽西大学介绍国际学生。招募的学生绝大多数是中国或者印度公民。根据联邦卧底调查，中介人员明知该校没有任何实际的课程，仍然将学生介绍到这所学校，利用学生签证身份让学生滞留在美国。部分学生利用该身份在美国非法工作或者申请工作签证。萨尔达尼亚指出，该校总共招收了1076名学生，这些学生的签证绝大多数都将吊销。调查人员称被捕的中介人员参与了“付学费换身份”的签证诈骗行为。

根据互联网档案馆的历史资料，该校主页刊登的虚构校史如下：
北新泽西大学成立于2012年。多年来，在见证了缺乏经验的毕业生在多样化的全球就业市场中面临的的挑战之后，北新泽西大学的创始人通过专注于传授就业知识与技能，以实惠的价格更好地教育学生。北新泽西大学的教职人员经验丰富而且尽职敬业，可以更好的将学生培养为各个领域的菁英人才。北新泽西大学具有职业院校认证委员会以及英语语言认证委员会所授予的的全国认证。北新泽西大学也通过了美国国土安全部学生和交流访问者项目的项目认证，有资格招收国际学生。

## 校园
据学校主页描述，这所大学由两部分校区组成：
- 主校区以及招生办公室地址：25 Commerce Drive, Cranford, New Jersey 07016
- 行政办公区地址：20 Commerce Drive, Suite 135, Cranford, New Jersey 07016